# 동나이 라디오 & 텔레비전
동나이 라디오 & 텔레비전(Đài Phát thanh Truyền hình Đồng Nai)은 동나이 성 인민위원회에 속한 방송국이다. 흔히 ĐNRTV라고 줄여서 표기한다.
1976년 11월 19일에 베트남 공산당을 대변하고 선전하는 동시에 동나이 지역 사람들을 대상으로 한 문화 증진을 위해 개국했다.

## 채널 목록
- ĐNRTV1

1995년에 개설되었으며, 방송 초기에는 정해진 시간에만 방송을 내보내다가 현재는 24시간 방송을 내보내고 있다.
- ĐNRTV2

2004년에 개설되었으며, 스포츠 채널이다.
- ĐNRTV3

케이블 텔레비전 채널이다.
- ĐNRTV9